# Ectatomma tuberculatum
Ectatomma tuberculatum este o specie neotropicală de furnică din subfamilia Ectatomminae. Comună în neotropice, specia se găsește din Mexic până în Argentina. Este o gazdă a parazitului social înrudit Ectatomma parasiteum, singura specie parazitară cunoscută în subfamilia Ectatomminae.